# Мусабай-Заводское сельское поселение
Мусабай-Заводское се́льское поселе́ние — муниципальное образование в Тукаевском районе Татарстана Российской Федерации.
Административный центр — село Мусабай-Завод.

## История
Статус и границы сельского поселения установлены Законом Республики Татарстан от 31 января 2005 года № 39-ЗРТ Законом Республики Татарстан от 31 января 2005 года № 42-ЗРТ «Об установлении границ территорий и статусе муниципального образования "Тукаевский муниципальный район" и муниципальных образований в его составе».

## Население
| 2010 | 2011 | 2012 | 2013 | 2014 | 2015 | 2016 |
| ---- | ---- | ---- | ---- | ---- | ---- | ---- |
| 875  | ↗876 | ↘875 | ↗883 | →883 | ↗890 | ↗892 |
| 2017 | 2018 |      |      |      |      |      |
| →892 | ↘890 |      |      |      |      |      |

## Состав сельского поселения
| № | Населённый пункт | Тип населённого пункта       | Население |
| - | ---------------- | ---------------------------- | --------- |
| 1 | Кзыл-Байрак      | деревня                      |           |
| 2 | Мусабай-Завод    | село, административный центр |           |
| 3 | Таш-Кичу         | деревня                      |           |